# لیگ دسته چهارم فوتبال ایران
لیگ دسته چهارم فوتبال ایران یا لیگ چهار پنجمین لیگ معتبر در فوتبال ایران است.تیم‌ها در این لیگ در ۶ گروه ۱۰ تیمی حضور دارند. در این لیگ ۶۰ تیم با هم رقابت میکنند.

## نحوه برگزاری
مسابقات در ۶ گروه ۱۰تیمی متشکل از ۶۰ تیم برگزار می شود.و از هر گروه ۲ تیم به لیگ دسته سوم فوتبال ایران صعود خواهند کرد.و از هر گروه ۵ تیم به لیگ های استانی سقوط می کنند.

## فصل های لیگ ۴
سطح پنجم فوتبال ایران (اکنون–۱۴۰۳)
- ۰۴–۱۴۰۳:

## تیم‌ها
فهرست زیر شامل تیم‌های حاضر در فصل ۱۴۰۳ـ۱۴۰۴ می‌باشد.

### گروه ها
| ردیف | گروه | تیم                     | گروه | تیم                     | گروه | تیم                 | گروه | تیم                                 | گروه | تیم                | گروه | تیم                 |
| ---- | ---- | ----------------------- | ---- | ----------------------- | ---- | ------------------- | ---- | ----------------------------------- | ---- | ------------------ | ---- | ------------------- |
| ۱    | ۱    | سرس گرگان               | ۲    | پرواز ب سیمرغ مازندران  | ۳    | مهدیه تبریز         | ۴    | نماینده خلخال                       | ۵    | نفت لنده           | ۶    | ستارگان آباده فارس  |
| ۲    | ۱    | امیران دامغان           | ۲    | شهید ابراهیم هادی البرز | ۳    | شهرداری اردبیل      | ۴    | عقاب تبریز                          | ۵    | شرهانی دهلران      | ۶    | کوروش بزرگ زابل     |
| ۳    | ۱    | آماد نزاجا تهران        | ۲    | تارا فولاد چرمیهن       | ۳    | ستاره ساز زنجان     | ۴    | نوروز لاوان بوکان                   | ۵    | ایرانجوان خورموج   | ۶    | مس نوین رفسنجان     |
| ۴    | ۱    | مهرداد نوین ترشیز کاشمر | ۲    | تهران جوان              | ۳    | پاس دلاوران تهران   | ۴    | یزدان مهر معینی قزوین               | ۵    | نفت اهواز          | ۶    | سیبه کوخرد بستک     |
| ۵    | ۱    | پشتیبانی نزاجا مشهد     | ۲    | مقاومت بسیج تهران       | ۳    | مهریاران حافظ تهران | ۴    | لایف مریوان                         | ۵    | استقلال ملاثانی    | ۶    | ستارگان مکران       |
| ۶    | ۱    | ابر شهر نیشابور         | ۲    | نارنجی پوشان پاکدشت     | ۳    | احسان شهر ری        | ۴    | فجر قزوین                           | ۵    | پارسیان دزفول      | ۶    | استقلال اهواز       |
| ۷    | ۱    | پاسارگاد شیروان         | ۲    | کیان محمود آباد         | ۳    | هدف دشت طلایی تهران | ۴    | رادین نود خرم آباد                  | ۵    | سپاهان نوین ایذه   | ۶    | جامع شهرستان قاینات |
| ۸    | ۱    | گسترش نوین بهارستان     | ۲    | پردیسان شهررضا          | ۳    | دنیای طیور ابهر     | ۴    | اروم کیا ارومیه                     | ۵    | ابوذر باشت گچساران | ۶    | شاهین کرمان         |
| ۹    | ۱    | ملوان تهران             | ۲    | استقلال جنوب تهران      | ۳    | پاس گیلان           | ۴    | میزرا کوچک صومعه‌سرا                 | ۵    | گسار جبری بوشهر    | ۶    | اتحاد معین یزد      |
| ۱۰   | ۱    | ارمغان صبا گلستان       | ۲    | شهرداری قائمشهر         | ۳    | مقاومت تبریز        | ۴    | سرخ جامگان ساوالان یوردوم مشگین شهر | ۵    | دارایی خشت         | ۶    | ستاره آبی کازرون    |

### شمار تیم‌ها در هر استان
۶۰ تیم زیر در لیگ دسته چهارم فوتبال ایران(فصل ۰۴–۱۴۰۳) حاضر هستند.
| استان               | تعداد تیم‌ها | |
| ------------------- | ----------- | --- |
| تهران               | ۱۱          | آماد نزاجا تهران، گسترش نوین بهارستان، ملوان تهران،تهران جوان، مقاومت بسیج تهران، نارنجی پوشان پاکدشت،پاس دلاوران تهران،مهر یاران حافظ تهران،احسان شهر ری،هدف دشت طلایی تهران،استقلال جنوب تهران |
| خوزستان             | ۵           | نفت اهواز، استقلال ملاثانی، پارسیان دزفول،استقلال اهواز،سپاهان نوین ایذه |
| مازندران            | ۳           | سیمرغ پرواز مازندران، کیان محمود آباد،شهرداری قائمشهر |
| خراسان رضوی         | ۳           | مهرداد نوین ترشیز کاشمر،پشتیبانی نزاجا مشهد،ابر شهر نیشابور |
| آذربایجان شرقی      | ۳           | مهدیه تبریز،مقاومت تبریز،عقاب تبریز |
| اردبیل              | ۳           | شهرداری اردبیل،نماینده خلخال،سرخ پوشان ساوالان یوردوم مشگین شهر |
| فارس                | ۳           | باشگاه فوتبال دارایی خشت،ستارگان آباده فارس،ستاره آبی کازرون |
| گلستان              | ۲           | سرس گرگان،ارمغان صبا گلستان |
| اصفهان              | ۲           | تارا فولاد چرمیهن،پردیسان شهرضا |
| زنجان               | ۲           | ستاره ساز زنجان،دنیای طیور ابهر |
| گیلان               | ۲           | پاس گیلان،میرزا کوچک صومعه سرا |
| آذربایجان غربی      | ۲           | نوروز لاوان بوکان،اروم کیا ارومیه |
| قزوین               | ۲           | یزدان مهر معینی قزوین،فجر قزوین |
| کهگیلویه و بویراحمد | ۲           | نفت لنده،ابوذر باشت گچساران |
| کرمان               | ۲           | مس نوین رفسنجان،شاهین کرمان |
| سیستان و بلوچستان   | ۲           | کوروش بزرگ زابل،ستارگان مکران |
| سمنان               | ۱           | امیران دامغان |
| هرمزگان             | ۱           | سیبه کوخرد بستک |
| خراسان شمالی        | ۱           | پاسارگاد شیروان |
| البرز               | ۱           | شهید ابراهیم هادی البرز |
| کردستان             | ۱           | لایف مریوان |
| لرستان              | ۱           | رادین نود خرم آباد |
| ایلام               | ۱           | شرهانی دهلران |
| بوشهر               | ۱           | گسار جبری بوشهر |
| خراسان جنوبی        | ۱           | جامع شهرستان قاینات |
| یزد                 | ۱           | اتحاد معین یزد |